# Interkosmos 9
Interkosmos 9 (Интеркосмос 9 em russo), também denominado de DS-U2-IK Nº 3 e Copernicus 500, foi um satélite artificial soviético lançado em 19 de abril de 1973 por meio de um foguete Kosmos-2I a partir da base de Kapustin Yar.

## Características
O Interkosmos 9 foi o terceiro membro da série de satélites DS-U2-IK e foi dedicado ao estudo da ionosfera terrestre.
O mesmo foi enquadrado no programa de cooperação internacional Interkosmos entre a União Soviética e outros países. Foi injetado em uma órbita inicial de 1551 km de apogeu e 202 km de perigeu, com uma inclinação orbital de 48,5 graus e um período de 102,2 minutos. Reentrou na atmosfera em 15 de outubro de 1973.